# التخلص من الديدان

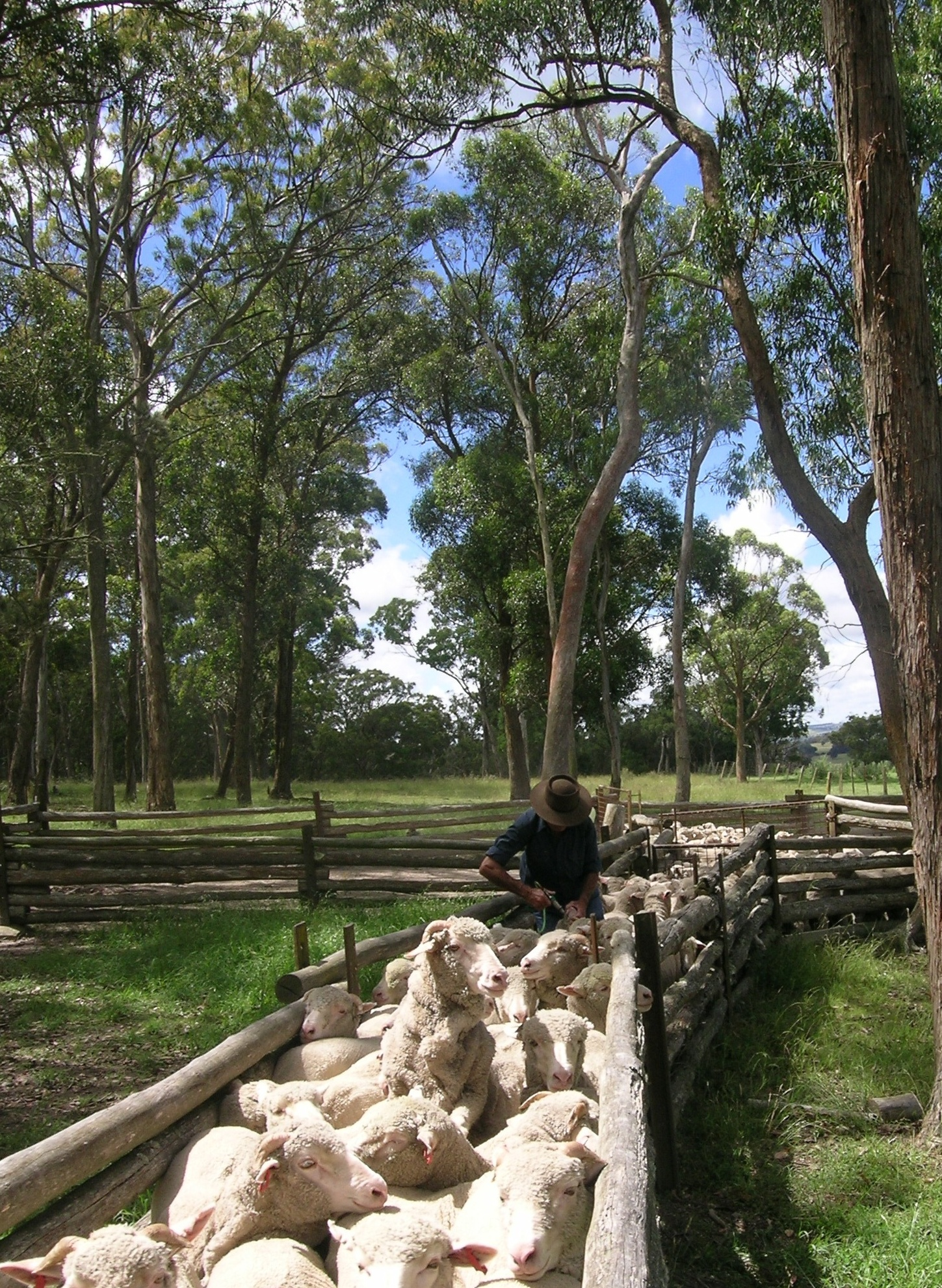
تطهير مارينو، والشا، نيوساوث ويلز

التخلص من الديان (بالإنجليزية: Deworming أو Drenching)‏ هي عملية إعطاء عقار طارد للديدان لإنسان أو حيوان بغرض تخليصهم من ديدانٍ طفيلية مثل الديدان الاسطوانية والمثقوبات والديدان الشريطية.
يتم تطهير الماشية من الديدان من خلال مكملات غذائية في أعلافهم، أو عن طريق دهن معجون أو جل في مؤخرة أفواههم، ويمكن أيضًا عن طريق جرعة سائلة يتم تناولها عبر الفم أو تكون قابلة للحقن أو السكب أعلاهم ثم تمتصه جلودهم.
ويمكن تطهير الكلاب والقطط بطرق عديدة من بينها إضافة حبيبات تضاف للغذاء، أو في صورة أقراص، أو حبوب ماضغة، أو سوائل.

## الحيوانات
يتم تطهير الأحصنة من الديدان في غالبًا عن طريق معجون أو جل يتم وضعه في مؤخرة فم الفرس عن طريق محقنة؛ أيضًا تستخدم مضادات الديدان من خلال الغذاء، وتستخدم أنواع مختلفة من هذه المضادات حسب الجرعات. تطهير الخراف يتم عادة باستخدام مسدس خاص بهذه العملية، يقوم هذا المسدس برش طارد الديدان في حلق الخروف.

## البشر
تقام حملات التخلص من الديدان للأطفال في المدارس كطريقة للوقاية والعلاج من الداء الديداني الذي يضم الديدان المنتقلة من خلال التربة. يمكن علاج الأطفال بتناول الميبيندازول والبيندازول على سبيل المثال. التكلفة منخفضة نسبيًا. وفقًا لمنظمة الصحة العالمية، يقع أكثر من 870 مليون طفل في خطر الإصابة بالديدان الطفيلية. تؤثر العدوى الدودية على امتصاص الغذاء، ما قد يؤدي للأنيميا وسوء التغذية وضررًا ذهني وبدني، كما تشكل تهديدًا خطيرًا لصحة الطفل وتعليمه وإنتاجيته. غالبًا ما يكون الأطفال المصابون مرضى بشدة أو فاقدون للقدرة على التركيز في المدرسة، أو حتى القدرة على الحضور من الأساس.